# Argentina-Star-Klasse
Die Argentina-Star-Klasse war eine Baureihe von vier Kombischiffen, die von der britischen Reederei Blue Star Line bei Cammell, Laird & Company in Birkenhead in Auftrag gegeben und ab 1947 auf der Route nach Buenos Aires in Dienst gestellt wurden. Die Paraguay Star ging 1969 durch einen Brand verloren, die restlichen drei Schiffe blieben bis 1972 in Fahrt und wurden anschließend abgewrackt.

## Geschichte
Nachdem die Blue Star Line im Krieg eine Vielzahl von Schiffen verloren hatte, erfolgte in den ersten Nachkriegsjahren ein Neubauprogramm, zu dem auch die vier Einheiten der Argentina-Star-Klasse zählten. Alle vier Schiffe entstanden in der Werft von Cammell, Laird & Company in Birkenhead. Der Stapellauf des Typschiffs Argentina Star erfolgte am 26. September 1946, die Indienststellung am 14. Juni 1947. Die drei Schwesterschiffe folgten bis Oktober 1948. Alle vier Einheiten wurden auf der Strecke von London nach Buenos Aires eingesetzt.
Die Schiffe der Baureihe verfügten auf insgesamt drei Decks über Kapazität für bis zu 51 Passagiere der Ersten Klasse. Zu den Passagiereinrichtungen zählte neben dem Speisesaal ein Rauchsalon, eine Lounge sowie ein Spieldeck auf Höhe der Kommandobrücke, an das eine geschlossene Veranda angrenzte. Die Schiffe waren für den Transport von Kühlfracht konzipiert.
Im September 1969 brach an Bord der am Royal Victoria Dock in London liegenden Paraguay Star ein Brand aus, der hohen Schaden verursachte. Das Schiff wurde als Totalverlust abgeschrieben und zum Abbruch nach Hamburg verkauft, wo es am 19. September 1969 eintraf. Die drei anderen Einheiten der Klasse blieben noch drei Jahre länger im Einsatz, ehe sie ebenfalls ausgemustert und zum Abbruch nach Taiwan verkauft wurden.

## Einheiten der Klasse
| Die Kombischiffe der Argentina-Star-Klasse | Die Kombischiffe der Argentina-Star-Klasse | Die Kombischiffe der Argentina-Star-Klasse | Die Kombischiffe der Argentina-Star-Klasse | Die Kombischiffe der Argentina-Star-Klasse | Die Kombischiffe der Argentina-Star-Klasse | Die Kombischiffe der Argentina-Star-Klasse | Die Kombischiffe der Argentina-Star-Klasse |
| ------------------------------------------ | ------------------------------------------ | ------------------------------------------ | ------------------------------------------ | ------------------------------------------ | ------------------------------------------ | ------------------------------------------ | ------------------------------------------ |
| Name                                       | Stapellauf                                 | Ablieferung                                | Bauwerft                                   | Vermessung                                 | Antrieb                                    | Verbleib                                   |                                            |
| Argentina Star                             | 26. September 1946                         | Juni 1947                                  | Cammell, Laird & Company, Birkenhead       | 10716 BRT                                  | 3 × Parsons-Dampfturbinen                  | 1972 in Kaohsiung abgewrackt               |                                            |
| Brasil Star                                | 6. März 1947                               | Oktober 1947                               | Cammell, Laird & Company, Birkenhead       | 10716 BRT                                  | 3 × Parsons-Dampfturbinen                  | 1972 in Kaohsiung abgewrackt               |                                            |
| Uruguay Star                               | 15. Oktober 1947                           | Mai 1948                                   | Cammell, Laird & Company, Birkenhead       | 10723 BRT                                  | 3 × Parsons-Dampfturbinen                  | 1972 in Kaohsiung abgewrackt               |                                            |
| Paraguay Star                              | 23. April 1948                             | Oktober 1948                               | Cammell, Laird & Company, Birkenhead       | 10722 BRT                                  | 3 × Parsons-Dampfturbinen                  | 1969 nach Brand in Hamburg abgewrackt      |                                            |